# سعد بن خولة
سعد بن خولة (المتوفي سنة 7 هـ) صحابي من السابقين إلى الإسلام، هاجر إلى الحبشة ثم إلى يثرب، وشهد غزوات بدر وأحد والخندق وصلح الحديبية مع النبي محمد، ثم عاد إلى مكة، فمات بها قبل الفتح.

## سيرته
كان سعد بن خولة من السابقين إلى الإسلام، وقد اخُتلف في نسبه، فقيل هو من بني عامر بن لؤي، وقيل مولى أبي رهم بن عبد العزى العامري، وقيل من أهل اليمن، وقيل فارسي من اليمن حالف بني عامر. أسلم سعد، وقيل هاجر إلى الحبشة الهجرة الثانية، ذكر ذلك ابن إسحاق والواقدي، ولم يذكره موسى بن عقبة وأبو معشر البلخي.
هاجر سعد إلى يثرب، ونزل على كلثوم بن الهدم. وشهد مع النبي محمد غزوات بدر وأحد والخندق وصلح الحديبية. خرج سعد بعد الحديبية إلى مكة قبل أن يفتحها المسلمون، فمات بها سنة 7 هـ. وقد أسى النبي محمد ﷺ على وفاته لما زار سعد بن أبي وقاص في مرضه الذي أصابه عام الفتح حيث قال: «اللهم امض لأصحابي هجرتهم، ولا ترددهم على أعقابهم. لكن البائس سعد بن خولة».